# Gia Lập
Gia Lập là một xã thuộc huyện Gia Viễn, tỉnh Ninh Bình, Việt Nam.

## Địa lý
Xã Gia Lập là một xã vùng chiêm trũng nằm ở phía đông huyện Gia Viễn, có vị trí địa lý:
- Phía đông giáp xã Gia Thanh
- Phía nam giáp xã Gia Tân
- Phía tây giáp xã Gia Thắng và xã Gia Phương
- Phía bắc giáp xã Gia Vân.

Xã Gia Lập có diện tích 8,98 km², dân số năm 2019 là 7.996 người, mật độ dân số đạt 890 người/km².
Xã này nằm trên Quốc lộ 37C (nâng cấp tỉnh lộ 477) nối từ ngã ba Gián Khẩu (Quốc lộ 1A) qua thị trấn Me đến Ngã ba Chạ (ĐT 479) lên Hòa Bình.

## Hành chính
Xã Gia Lập có 11 thôn, xóm được chia thành 7 thôn: Bắc Lãng Nội, Đông Lãng Nội, Nam Lãng Nội, Tây Lãng Nội, Lãng Ngoại, Xuân Đài, Tân Long Mỹ và 4 xóm: Long An, Tân Ngọc, Cao Bích, Quyết Tiến.

## Kinh tế - xã hội
Gia Lập chủ yếu là nông nghiệp, trồng trọt và chăn nuôi gà, vịt, lợn, dê núi, thủy sản.

### Giáo dục
Gia lập có 3 trường mầm non ở 3 Hợp tác xã, một trường Tiểu học, một trường THCS và có trường THPT Gia viễn B tọa lạc trên địa bàn.

### Y tế
Gia lập có Trạm Y tế xã khang trang, đường đi thuận lợi, ở vị trí trung tâm của xã, đáp ứng nhu cầu khám bệnh của người dân. Ngoài ra, với 1 lực lượng đông đảo các Bác sĩ, y sĩ về hưu hoặc phục viên trong quân đội cũng là đội ngũ tích cực đóng góp vào quá trình chăm sóc sức khỏe, đời sống của người dân trong xã.

## Du lịch
Gia Lập có đầm Vân Long là khu Ramsar và nhà thờ Lãng Vân lớn nhất Đông Nam Á. Gia Lập nằm ở ví trị rất thuận tiện khi đến các khu du lịch khác. Cách Khu bảo tồn Vọoc quần đùi trắng nổi tiếng, khu du lịch Vân Long 1 km, cách Nam thiên đệ nhị động Địch Lộng 3 km, cách Động Vân Trình nổi tiếng 7 km, cách suối khoáng Kênh Gà 9 km (suối nước nóng tự nhiên với nhiệt độ nước ~ 70 °C), cách khu du lịch tâm linh nổi tiếng Việt nam Chùa Bái Đính 6 km, cách Tam Cốc Bích Động 15 km, cách vườn quốc gia Cúc Phương 30 km, cách nhà thờ đá Phát Diệm 40 km.

## Giao thông
Gia lập nằm ở vị trí thuận tiện, có đường quốc lộ 37C nối từ Nam Định đi qua để đến các tỉnh Hòa Bình, Sơn La, Lai Châu. Gia Lập cách Quốc lộ 1 Bắc Nam chưa đầy 3 km. Các đường dân sinh trong nông thôn 100% các ngõ xóm, đường làng đều được bê tông hóa, trong đó một bộ phận lớn đường chính là các cánh đồng, ruộng cũng được bê tông hóa vững chắc.